# 모반디
모반디(Movandi)는 캘리포니아주 뉴포트비치에 기반을 둔 미국 전자통신 업체다. 해당 기업은 매리엄 로푸가란(Maryam Rofougaran)과 레자 로푸가란(Reza Rofougaran)에 의해 설립되었다. 본 기업은 확장형, 통합 RF, 안테나 기술 및 시스템을 제공하는 5G 고주파와 밀리미터파(millimeter wave) 네트워크 전문 기업이다. 모반디는 이동통신사, 단말기 공급업체, 유무선 통신업체를 대상으로 기술을 제공하며 반도체 칩과 시스템에 그 기초를 두고 있다.

## 역사
모반디는 2016년에 두 남매인 매리엄 로푸가란과 레자 로푸가란이 설립한 기업이다. 모반디의 빔X(BeamX) 솔루션은 2018년에 출시되었다.
2018년, 모반디는 밀리미터파 대역에 최적화된 RF 프론트엔드 (RFFE) 모듈을 발표하면서 단말기용 밀리미터파  프론트 엔드에 대한 작업을 진행하고 있다고 언급하였다. 같은 해에, 퀄컴(Qualcomm)은 5G NR 밀리미터파(mmWave) 및 sub-6 GHz RF 모듈을 공개하였다. 모반디 역시 여러 사용사례 전반에서 5G 링크를 최적화할 기기를 발표하였다.
2019년 2월, 모반디는 올해 후반에 자사의 빔XR(BeamXR) 중계기를 도입함으로써 고대역 밀리미터파(mmWave) 5G 커버리지의 개선이 이루어질 것이라고 발표하였다. BeamXR 중계기는 매우 소수의 기지국만으로도 대규모 5G 커버리지를 제공한다. BeamXR을 사용하여 5G 하드웨어를 설치할 수 있다.  모반디는 또한 28GHz 박스를 구축하였으며 39GHz 박스는 현재 개발이 진행 중이다.

## 제품
모반디는 보다 소형이며, 폭넓은 전력범위에서 보다 전력 효율적이고, 주파수 효율성이 높으며, 저렴하게 생산할 수 있는 밀리미터파  안테나 어레이를 구축한다.
모반디는 개별 요소들을 혼합 시킨 것이 아닌 전체 프론트 엔드(front-end) 및 안테나 시스템을 결합한 완전한 시스템의 설계에 반영된 40건의 특허를 보유하고 있다. 해당 기업은 휴대전화 전반의 RF CMOS, 마이크로웨이브  백홀(microwave backhaul), 와이파이, 블루투스, GPS/GNSS, NFC, 펨토셀(Femto cell)을 개발함과 동시에 다수의 표준을 하나의 단일 칩에 통합하여 적용하는 것을 포함한 기타 표준의 개발도 진행한다.